# Hemistola lucidata
Hemistola lucidata är en fjärilsart som beskrevs av Donovan 1795. Hemistola lucidata ingår i släktet Hemistola och familjen mätare. Inga underarter finns listade i Catalogue of Life.